# Relations entre Israël et le Kosovo

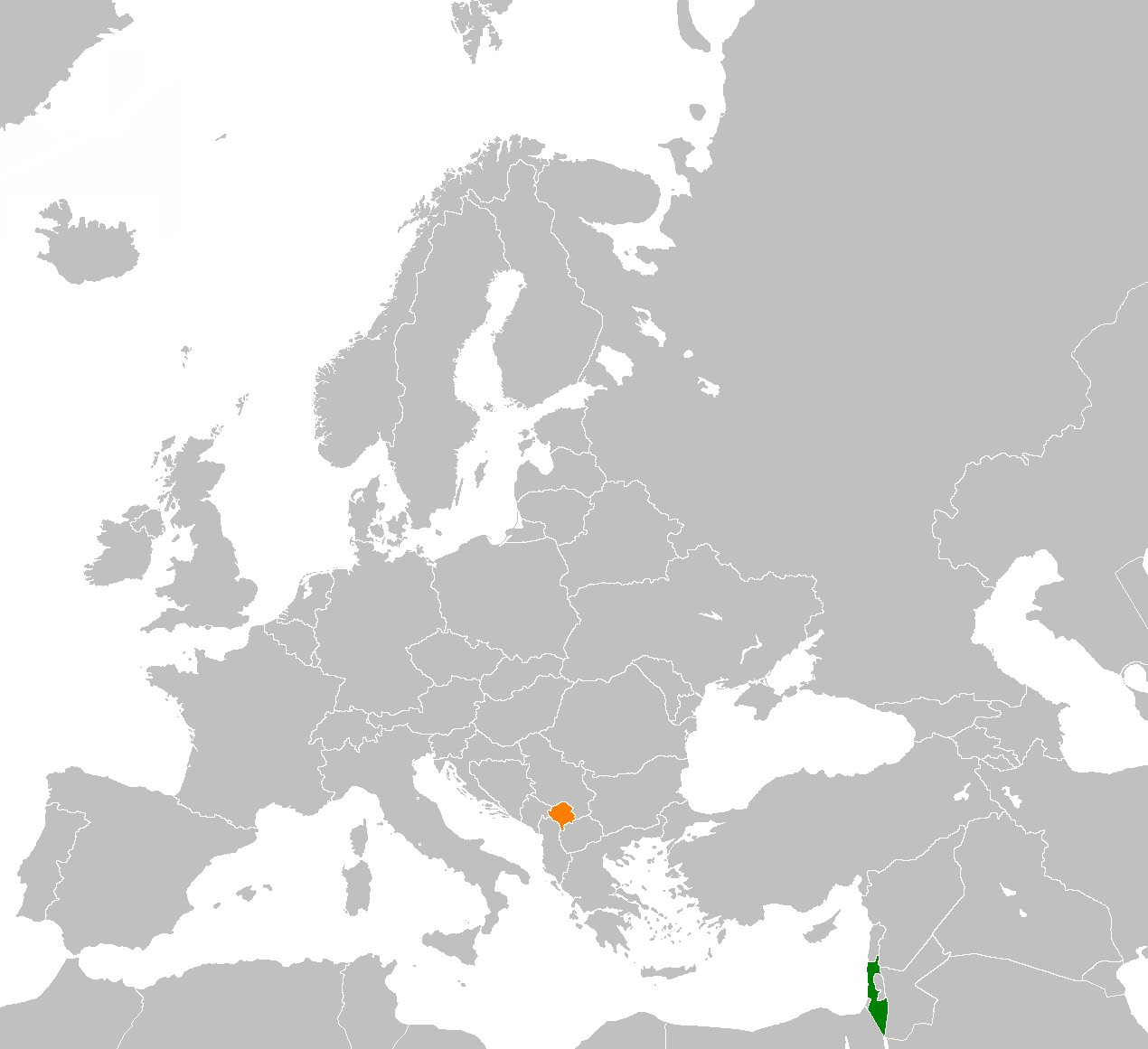
Israel (en vert) Kosovo (en orange)

Les relations entre Israël et le Kosovo sont officielles depuis le 1er février 2021. Le Kosovo est le premier pays à majorité musulmane à reconnaître Jérusalem comme capitale d'Israël et à y avoir installé son ambassade. Le 18 juin 2024, l'État d'Israël et la République du Kosovo sont convenus d'accorder aux citoyens de l’autre le droit d’entrée sans visa dans leur pays respectif sans restriction de durée.